# Traugott Maximilian Eberwein
Traugott Maximilian Eberwein (Weimar, 27 de setembre de 1770 - Rudolstadt, 2 de desembre de 1831) fou un compositor alemany descendent de família de músics i ensenyà al seu germà Carl, tots el secrets de l'harmonia i la composició, arribant també aquest a ser un molt bon músic.
Des de l'edat de set anys formà part, com a violinista, de la capella del príncep de Weimar, si bé coneixia tots els instruments. El 1797 pertanyia a la capella del príncep Schwarzbourg-Weimar; el 1803 viatjà per Alemanya i Itàlia, i el 1809 dirigí la capella de Rudolstadt, rebent el 1817 el seu nomenament oficial per aquell càrrec.
Va compondre, òperes, obertures, cantates per a la Pentecosta, la festa de la Collita, la Trinitat i la festa de la Reforma; simfonies, misses, entre elles la cèlebre en la bemoll, un Te Deum, salms, cançons i retalls de música religiosa i instrumental, i les òperes i operetes següents: 
- Piedro und Elvira
- Claudine von Villa Bella
- Das befreite Jerusalem
- Ferdusi
- Das goldene Netz

i d'altres.